# Zeche Kurzes Ende
Die Zeche Kurzes Ende in Bommern-Vormholz ist ein ehemaliges Steinkohlenbergwerk. Trotz der über dreißigjährigen Geschichte war die Zeche Kurzes Ende nur wenige Jahre in Betrieb. Das Bergwerk gehörte zum Märkischen Bergamtsbezirk und dort zum Geschworenenrevier Hardenstein.

## Bergwerksgeschichte
Am 17. März des Jahres 1830 wurde ein Längenfeld verliehen. Am 26. Oktober des Jahres 1835 wurde ein weiteres Längenfeld verliehen. Im September des Jahres 1844 wurde das Bergwerk in Betrieb genommen. Im selben Jahr wurde ein tonnlägiger Schacht, der den Namen Julius erhielt, bis ins Flöz Fortuna abgeteuft. Der Schacht erreichte eine flache Teufe von 65 Lachtern und wurde mit einem Pferdegöpel ausgerüstet. Im Jahr 1855 wurde das Bergwerk durch den St.-Johannes-Erbstollen gelöst. Ab diesem Jahr wurde die Förderung gemeinsam mit der Zeche Vereinigte Kassian im Schacht Julius getätigt. Im Jahr 1858 war das Bergwerk nachweislich in Betrieb. Ab dem 4. Quartal des Jahres 1861 wurde das Bergwerk außer Betrieb genommen. Am 20. Mai des Jahres 1862 konsolidierte die Zeche Kurzes Ende mit weiteren Zechen unter der St. Johannes Erbstollensohle zur Zeche Vereinigte Bommerbänker Tiefbau.

## Förderung und Belegschaft
Auf dem Bergwerk wurden Esskohlen abgebaut. Die ersten bekannten Förderzahlen stammen aus dem Jahr 1835, damals wurde eine Förderung von 437 Scheffeln Steinkohle erbracht. Die ersten Belegschaftszahlen stammen aus dem Jahr 1845, in diesem Jahr waren zwischen neun und 27 Bergleute auf dem Bergwerk beschäftigt. Es wurden 37.735 Scheffel Steinkohle gefördert. Die letzten bekannten Zahlen des Bergwerks stammen aus dem Jahr 1847, in diesem Jahr wurden mit 16 bis 22 Bergleuten 72.290 Scheffel Steinkohle gefördert.